# Wanning
Wanning (chiń. 万宁; pinyin Wànníng) – miasto o statusie podprefektury w południowych Chinach, w prowincji Hajnan. W 1999 roku liczba mieszkańców miasta wynosiła 546 089.